# پناهگاه کلدر
پناهگاه کلدر مربوط به دوره نوسنگی است و در شهرستان خرم‌آباد، بخش مرکزی، دهستان رباط نمکی، روستای قلعه سنگی واقع شده و این اثر در تاریخ ۲۸ اسفند ۱۳۸۵ با شمارهٔ ثبت ۱۸۸۳۵ به‌عنوان یکی از آثار ملی ایران به ثبت رسیده است.